# World Federation of Engineering Organizations
World Federation of Engineering Organizations (WFEO) är en internationell organisation inom FN, grundad 1968. 
Den representerar världens ingenjörsyrken internationellt. 